# Dani Alves
Daniel Alves da Silva (sinh ngày 6 tháng 5 năm 1983), thường được biết đến với tên gọi Dani Alves, là một cựu cầu thủ bóng đá chuyên nghiệp người Brasil từng thi đấu ở vị trí hậu vệ phải. Từng được đánh giá là một trong những hậu vệ cánh xuất sắc nhất thế giới trong thế hệ của mình và là một trong những hậu vệ vĩ đại nhất mọi thời đại trong lịch sử bóng đá, anh còn là một trong những cầu thủ có số danh hiệu nhiều nhất khi thi đấu với 43 danh hiệu trong sự nghiệp.
Alves từng có 6 mùa giải thành công cùng Sevilla FC, vô địch hai cúp UEFA và Copa del Rey cùng đội bóng xứ Andalusia. Anh gia nhập Barcelona lần đầu với mức giá 34 triệu euro, trở thành hậu vệ đắt giá nhất vào thời điểm năm 2008, và giành cú ăn ba ngay trong mùa giải đầu tiên cùng đội bóng. Trong mùa giải tiếp theo, anh giành được siêu cúp Tây Ban Nha, siêu cúp châu Âu và FIFA Club World Cup. Ngoài ra, anh đã giúp câu lạc bộ giành được thêm hai siêu cúp Tây Ban Nha, năm chức vô địch La Liga và hai danh hiệu UEFA Champions League trong những năm tiếp theo.
Năm 2016, Juventus ký hợp đồng với Alves theo dạng chuyển nhượng tự do. Alves đã giành chức vô địch Serie A 2016–17 và Coppa Italia 2016–17 trong mùa giải duy nhất của mình với đội bóng, đồng thời lọt vào trận chung kết UEFA Champions League 2017 và cán đích ở vị trí á quân. Năm 2017, Alves gia nhập đội bóng Pháp Paris Saint-Germain theo dạng chuyển nhượng tự do, giành cú ăn ba trong nước trong mùa giải đầu tiên, tiếp theo là một chức vô địch khác vào mùa giải tiếp theo. Năm 2019, anh trở về quê nhà để khoác áo São Paulo, nơi Alves giành được danh hiệu đầu tiên Campeonato Paulista với câu lạc bộ vào năm 2021; cũng trong năm này anh trở lại thi đấu cho Barcelona sau bốn năm xa cách. Sang năm 2022, anh chuyển sang khoác áo cho UNAM, song anh bị câu lạc bộ chấm dứt hợp đồng vào một năm sau đó vì những cáo buộc tấn công tình dục, khiến anh phải ngồi tù trong vòng bốn năm rưỡi từ tháng 1 năm 2024.
Thi đấu cho Brazil từ năm 2006 đến năm 2022, Alves đã tham gia hai kỳ FIFA World Cup và năm kỳ Copa America, giành chức vô địch vào 2007 và 2019, cũng như hai kỳ FIFA Confederations Cup vào các năm 2009 và 2013.

## Đầu đời
Alves sinh ra ở Juazeiro, một thành phố thuộc bang Bahia của Brazil, với cha là Domingos Alves da Silva. Anh ấy chơi bóng với những đứa trẻ láng giềng. Cha của Alves cũng có niềm đam mê với bóng đá, và cuối cùng đã quản lý để tổ chức đội bóng đá của riêng mình. Alves, năm 6 tuổi, xuất phát ở vị trí tiền vệ cánh, nhưng vì không ghi được bàn thắng nào, cha anh đã xếp anh lại ở vị trí hậu vệ phải, vị trí mà anh vẫn chơi cho đến ngày nay. Alves làm nông dân và buôn bán khi còn trẻ.

## Sự nghiệp câu lạc bộ

### Bahia
Alves có trận ra mắt chuyên nghiệp cho Bahia trong trận đấu với Paraná Clube tại Campeonato Brasileiro Série A. Bahia giành chiến thắng 3–0, với Alves kiến tạo 2 bàn và kiếm được quả phạt đền. Huấn luyện viên trưởng Evaristo de Macedo sau đó đã cho anh một suất đá chính trong đội. Tại Bahia, anh đã giành được Campeonato Baiano 2001 và 1 lần vô địch Cup Đông Bắc 2002. Những màn trình diễn xuất sắc đã khiến anh được chuyển sang Sevilla theo dạng cho mượn vào giữa năm 2002.

### Sevilla

Dani Alves thi đấu cho Sevilla

Dani Alves được Bahia cho Sevilla FC mượn vào mùa giải 2002-03, sau khi Dani Alves tham dự Giải trẻ thế giới và gây ấn tượng. Vào tháng 6 năm 2006, Sevilla đồng ý để Alves gia nhập Liverpool xong không thành do 2 đội không đạt được đồng thuận về mức giá. Vào tháng 12 năm 2006, anh quyết định gia hạn hợp đồng với Sevilla tới năm 2012, và có mùa giải 2006-07 cực thành công khi ra sân 47 lần và ghi được 5 bàn thắng, giúp đội đạt chức vô địch cúp UEFA. Vào mùa hè 2007, Alves được theo đuổi một cách gắt gao bởi Chelsea, và chính anh cũng cho biết muốn rời Sevilla. Song ban lãnh đạo Sevilla đã từ chối 3 mức giá mà Chelsea đưa ra.
Alves sau đó tiết lộ sự thất vọng với chủ tịch câu lạc bộ José María del Nido vì đã từ chối lời đề nghị của Chelsea cho sự phục vụ của anh ấy sau khi chuyển đến Stamford Bridge sụp đổ, với việc Chelsea ký hợp đồng với hậu vệ người Brazil Juliano Belletti với mức phí thấp hơn nhiều. Sau đó. một cuộc chiến công khai giữa Alves và Del Nido đã nổ ra, cũng như cái chết của người đồng đội Antonio Puerta, Alves quyết định ở lại với Sevilla, với cầu thủ và chủ tịch dường như đã hòa giải.

### Barcelona
Vào tháng 2 năm 2008, cuối cùng Alves cũng rời Sevilla để chuyển tới gã khổng lồ FC Barcelona với mức giá kỉ lục cho một hậu vệ vào khoảng 34 triệu euro. Ngay lập tức, Alves có một vị trí quan trọng trong đội hình Barca và trở thành vị trí không thể thay thế ở vị trí hậu vệ phải. Anh có trận ra mắt trong màu áo Barca ở trận gặp Wisła Kraków ở vòng loại thứ 3 cúp C1. Mặc dù có một mùa giải rất thành công song anh đã không được dự trận chung kết cúp C1 khi Barca thắng 2-0 trước Manchester United.

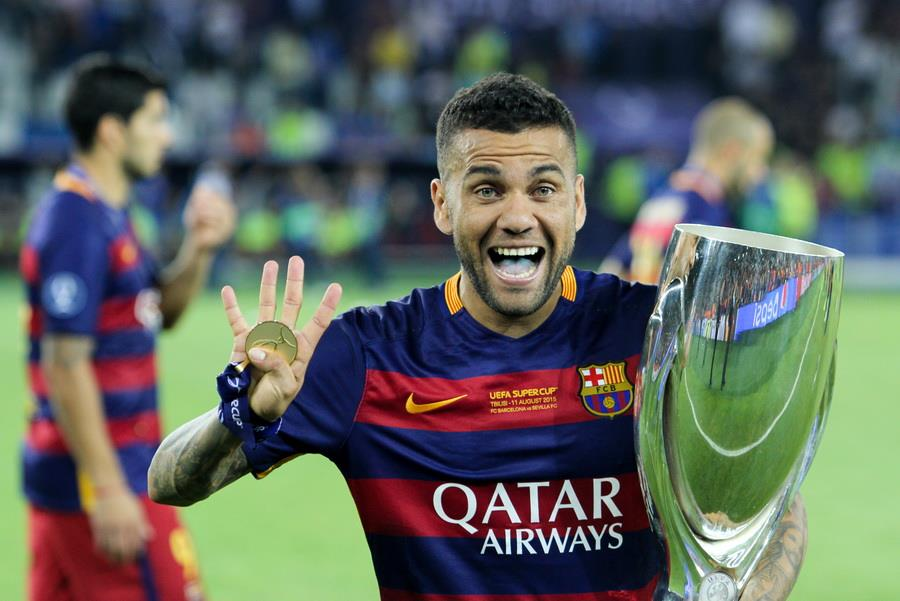
Dani Alves ăn mừng chức vô địch Siêu cup Châu Âu 2015

Trong mùa giải thứ 2 tại Barça, câu lạc bộ đã giữ được chức vô địch Liga và giành được FIFA Club World Cup 2009. Trong mùa giải 2010–11, Alves là nhân tố giúp Barcelona giành chức vô địch Liga thứ 3 liên tiếp.
Vào ngày 28 tháng 5 năm 2011, Alves đã chơi trong trận chung kết Champions League đầu tiên khi Barcelona đánh bại Manchester United với tỷ số 3-1 tại sân vận động Wembley để giành chiếc cúp châu Âu thứ 4.
Trong mùa giải 2011–12, Alves là thành viên của đội giành được Copa del Rey và Club World Cup. Vào năm 2012–13, Alves đã giành chức vô địch Liga lần thứ 4 trong 5 mùa giải tại Barça.
Tại mùa 2013–14, Alves mặc áo số 22, trước đây được mặc bởi người bạn Eric Abidal, người mà anh đã đề nghị hiến một phần gan của mình trong thời gian Abidal điều trị bệnh ung thư gan

#### Chức vô địch Champions League thứ 3
Vào ngày 6 tháng 6 năm 2015, Alves đá chính cho Barça trong trận chung kết Champions League 2015, giúp câu lạc bộ giành được Cúp châu Âu lần thứ 5 khi đánh bại Juventus 3-1 tại Olympiastadion ở Berlin. Điều này khiến Barcelona trở thành câu lạc bộ đầu tiên trong lịch sử giành được cú ăn 3 vô địch quốc nội, cúp quốc nội và cúp châu Âu 2 lần. Alves, Lionel Messi, Andrés Iniesta, Xavi, Gerard Piqué, Pedro và Sergio Busquets là những cầu thủ duy nhất góp mặt trong cả 2 lần đội giành cú ăn 3.
Vào ngày 9 tháng 6 năm 2015, Alves ký hợp đồng 2 năm với Barcelona, giữ anh ở lại câu lạc bộ cho đến ngày 30 tháng 6 năm 2017, với tùy chọn gia hạn thêm 1 năm.

### Juventus
Ngày 4 tháng 6 năm 2016, Dani Alves đã thông báo sẽ rời Barcelona để chuyển sang Juventus sau Copa América Centenario 2016. Lý do của anh đưa ra rất bất ngờ, là "muốn tìm kiếm thêm thử thách mới cuối sự nghiệp, sau khi cùng Barca thâu tóm rất nhiều danh hiệu một cách dễ dàng đến nhàm chán". Alves ký hợp đồng 2 năm với Juventus, kèm theo lựa chọn gia hạn 1 năm.
Anh ra mắt Juventus vào ngày 20 tháng 8 trong chiến thắng 2-1 trên sân nhà trước Fiorentina ở Serie A. Vào ngày 21 tháng 9, Alves ghi bàn thắng đầu tiên với Juventus trong chiến thắng 4–0 trên sân nhà trước Cagliari, trước khi mở tài khoản Champions League với câu lạc bộ gặp Dinamo Zagreb 6 ngày sau đó. Vào ngày 27 tháng 11, anh bị gãy chân trong trận thua 3-1 của Juventus trước Genoa. Alves đã trở lại sau chấn thương khi vào sân thay người trong chiến thắng 1–0 trước Inter Milan vào ngày 5 tháng 2 năm 2017.
Vào ngày 9 tháng 5 năm 2017, Alves ghi một bàn và kiến tạo một bàn cho Mario Mandžukić khi Juventus đánh bại Monaco với tỷ số 2-1 để giành quyền vào chơi trận chung kết Champions League 2017. Sáu ngày trước đó, Alves đã kiến tạo cả hai bàn thắng cho Gonzalo Higuaín trong trận lượt đi trên sân Stade Louis II. Vào ngày 17 tháng 5, Alves ghi bàn mở tỷ số trong chiến thắng 2–0 trước Lazio trong trận Chung kết Coppa Italia 2017. Vào ngày 3 tháng 6, Alves xuất hiện trong trận chung kết UEFA Champions League thứ 3 khi Juventus để Real Madrid đánh bại 4–1 tại Sân vận động Thiên niên kỷ ở Cardiff.
Vào ngày 29 tháng 6 năm 2017, Alves đã chấm dứt hợp đồng với Juventus theo sự đồng ý của 2 bên. Anh ghi có 33 lần ra sân, giành chức vô địch Serie A và Coppa Italia trong một mùa giải ở Turin.

### Paris Saint-Germain

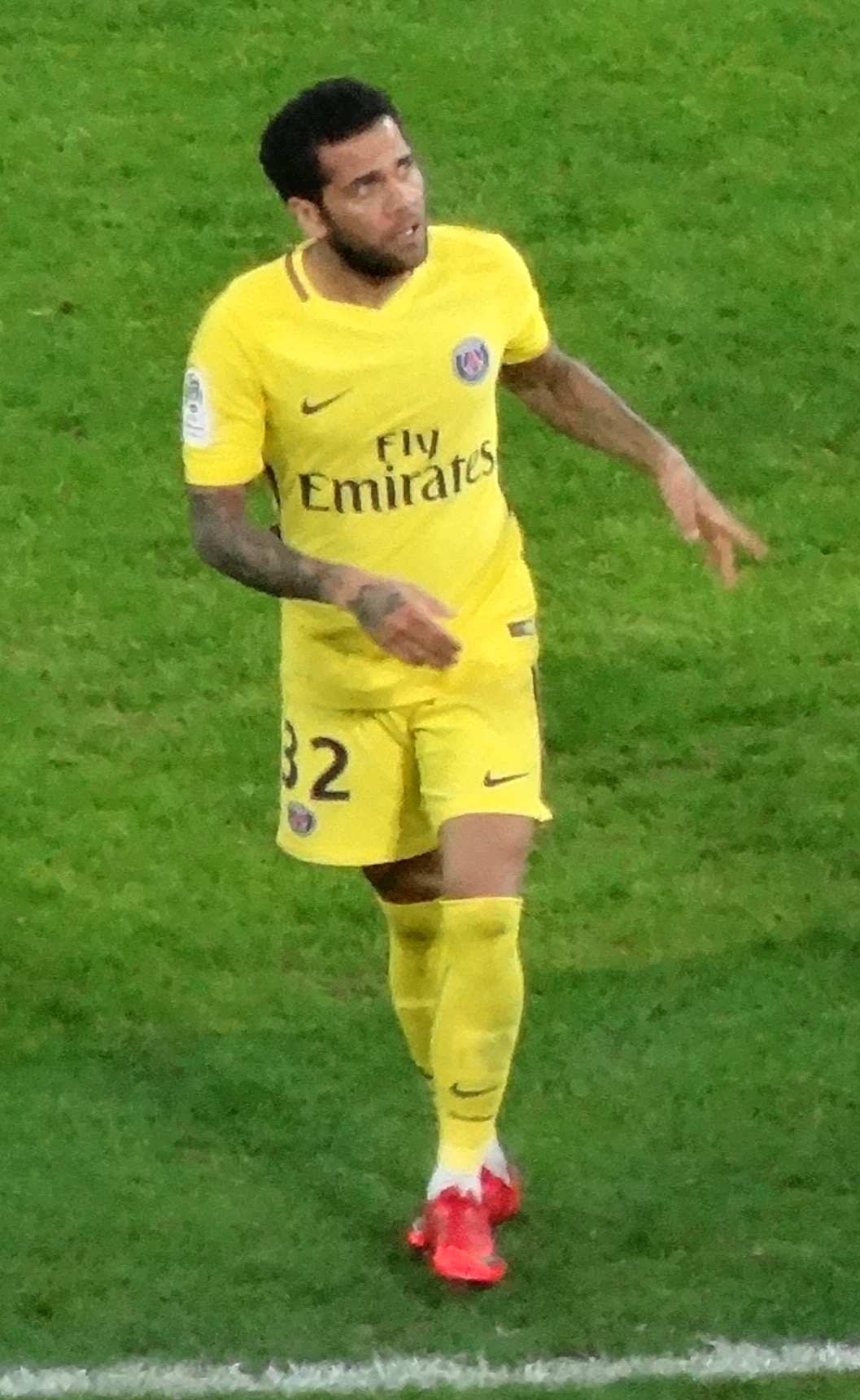
Daniel Alves tại PSG năm 2017

Sau mùa giải 2016-17 chơi cho Juventus, Alves chuyển sang Paris Saint-Germain trong 2 năm. Anh có trận ra mắt câu lạc bộ vào ngày 29 tháng 7 tại Siêu cúp bóng đá Pháp 2017, ghi một bàn và kiến tạo bàn thắng quyết định cho Adrien Rabiot trong chiến thắng 2-1 trước nhà vô địch Ligue 1 Monaco. Vào ngày 5 tháng 8, Alves kiến tạo cho Edinson Cavani ghi bàn thắng đầu tiên cho PSG trong chiến thắng 2–0 trước Amiens tại sân nhà.
Vào ngày 8 tháng 5 năm 2018, anh đá chính trong trận Chung kết Cúp bóng đá Pháp 2018, khi PSG đánh bại Les Herbiers VF 2–0; anh vào sân ở phút 86 thay cho Thomas Meunier, sau khi dính chấn thương.
Vào ngày 28 tháng 8 năm 2018, Alves đã thông báo thông qua một bài đăng trên trang Instagram về việc thay đổi số áo từ 32 thành 13 để tưởng nhớ huyền thoại người Brazil từng 4 lần vô địch World Cup Mário Zagallo. Sau khi hết hạn hợp đồng với câu lạc bộ vào ngày 30 tháng 6 năm 2019, Alves trở thành cầu thủ tự do.

### São Paulo
Ngày 1 tháng 8 năm 2019, São Paulo FC thông báo họ đã ký hợp đồng với Dani Alves có thời hạn đến tháng 12 năm 2022. Tại Sao Paulo, Dani Alves sẽ khoác áo số 10. Alves ra mắt lần đầu tiên vào ngày 18 tháng 8 năm 2019, ghi bàn thắng duy nhất trong chiến thắng 1–0 trước Ceará tại Morumbi. Mặc dù là một hậu vệ phải trong suốt sự nghiệp, anh thường chơi ở vị trí tiền vệ trung tâm trong thời gian ở São Paulo, chủ yếu là trong nhiệm kỳ của Fernando Diniz từ 2019 đến 2021. Anh cũng được làm đội trưởng đội một vào thời điểm đó. Vào năm 2021, tân huấn luyện viên Hernán Crespo đã đưa Alves trở lại với vai trò phòng ngự nhiều hơn, anh chơi như một hậu vệ cánh phải. Đồng thời, anh trao chiếc băng đội trưởng cho Miranda, người mới trở lại CLB sau một thập kỷ. Vào tháng 5, anh ấy đã giành được danh hiệu duy nhất của mình với câu lạc bộ và danh hiệu thứ 42 trong sự nghiệp Campeonato Paulista, kết thúc quãng thời gian 8 năm không danh hiệu của São Paulo.
Vào ngày 10 tháng 9 năm 2021, đại diện của Alves đã thông báo với São Paulo rằng anh sẽ không còn trở lại tập luyện và sau đó chơi cho câu lạc bộ sau một cuộc tranh chấp về quyền hình ảnh chưa được thanh toán. Hợp đồng của anh ấy bị chấm dứt 6 ngày sau đó.

### Trở lại Barcelona
Ngày 12 tháng 11 năm 2021, Barcelona đã công bố về việc ký lại hợp đồng với Alves đến cuối mùa giải 2021–22 theo yêu cầu của tân HLV Xavi. Trước đó Alves tự do từ tháng 9 khi chấm dứt hợp đồng với đội bóng quê nhà Sao Paulo. Theo báo AS, trước khi Barca ngỏ lời, Alves đã đàm phán với Fluminense. Anh đổi ý khi biết đồng đội cũ Xavi Hernandez muốn tái hợp tại Barca. Lần ra mắt thứ 2 của Alves cho Barca là vào ngày 5 tháng 1 năm 2022, trong chiến thắng 2-1 ở Copa del Rey trước Linares Deportivo. Vào ngày 4/2, anh ghi 1 bàn & kiến tạo 1 bàn, cũng như nhận thẻ đỏ trực tiếp bởi pha phạm lỗi từ phía sau với Carrasco trong chiến thắng 4-2 trước Atletico Madrid

## Tranh cãi

### Bị phân biệt chủng tộc
Trong chiến thắng 3-2 trước Villarreal tại sân vận động La Cerámica vào ngày 27 tháng 4 năm 2014, Dani Alves bị ném chuối và nhại tiếng khỉ khi chuẩn bị thực hiện quả phạt góc cho Barca ở giữa hiệp 2. Đáp lại hành động phản cảm này, hậu vệ người Brazil đã nhặt, bóc và ăn trái chuối ngay trước mặt trọng tài và hàng vạn khán giả có mặt trên sân. Sau trận đấu, Dani Alves cho biết: 
"Những cầu thủ da màu như chúng tôi phải hứng chịu sự kỳ thị như thế không ít lần ở Tây Ban Nha. Bạn hãy xem đó như là chuyện đùa của 1 bộ phận CĐV. Nhưng nếu bạn cho rằng chuyện đó chẳng quan trọng với mình, những kẻ kỳ thị sẽ không đạt được mục tiêu."

 Anh cũng cho biết trên BBC: 
"Tôi hi vọng chiến dịch này sẽ giúp loại bỏ nạn phân biệt chủng tộc khỏi bóng đá. Tôi hi vọng những cuộc tranh luận về phân biệt chủng tộc không nguội đi mà phải luôn được để mắt tới và không chỉ giới hạn trong bóng đá."

Sau khi đồng đội của Alves là Neymar lên tiếng phản ứng trên trang Twitter: "Vâng, tất cả chúng ta là khỉ đấy", giới bóng đá lập tức lên tiếng ủng hộ hai cầu thủ người Brazil. Trên các trang Twitter và Instagram xuất hiện hình ảnh Sergio Aguero, tuyển thủ nữ Brasil Marta đang ăn chuối kèm lời bình: "Chúng tôi, Aguero và Marta, nói không với nạn phân biệt chủng tộc. Tất cả mọi người đều bình đẳng." Thậm chí cả Thủ tướng Italia Matteo Renzi cũng theo trào lưu ăn chuối để ủng hộ hậu vệ người Brazil.
Ngày 30 tháng 4 năm 2014, cảnh sát Tây Ban Nha cho biết đã bắt giữ một thanh niên 26 tuổi tên David Campaya Lleo, kẻ bị tình nghi ném trái chuối về phía Alves. Villarreal cho biết đã thu hồi vé mùa và cấm vào sân vĩnh viễn với Lleo. Villarreal cũng bị phạt 12.000€ vì để xảy ra vụ việc trên.

### Cáo buộc tấn công tình dục
Ngày 20 tháng 1 năm 2023, Alves bị cảnh sát Tây Ban Nha bắt giữ và bị tạm giam sau các cáo buộc liên quan đến việc tấn công tình dục tại một hộp đêm ở Barcelona vào ngày 30 tháng 12 năm 2022. Người khiếu nại đã nộp đơn khiếu nại chính thức về hành vi tấn công tình dục của Alves vào ngày 2 tháng 1 năm 2023. Hiện tại , anh đang bị kết án 4 năm 6 tháng tù vì hành vi trên 
Sau khi nhận được thông tin, UNAM Pumas, câu lạc bộ chủ quản của Alves, đã quyết định chấm dứt hợp đồng với anh.

## Sự nghiệp thi đấu quốc tế
Dani Alves có trận ra mắt trong màu áo đội tuyển bóng đá quốc gia Brazil vào ngày 7 tháng 10 năm 2006 trong trận giao hữu gặp đội bóng Al-Kuwait Selection. Anh cùng đội tuyển Brazil vô địch Copa America 2007. Mặc dù là hậu vệ đắt nhất trong lịch sử, song Alves không có được một vị trí vững chắc ở đội tuyển quốc gia khi luôn phải cạnh trạnh cùng Maicon cho một vị trí chính thức. Dani Alves vào sân từ ghế dự bị trong trận bán kết FIFA Confederations Cup 2009 gặp đội tuyển bóng đá quốc gia Nam Phi. Anh chính là người ghi bàn quyết định từ một cú sút phạt cực mạnh ở phút 88, đem về chiến thắng 1-0 cho Brazil. Anh có tên trong đội tuyển Brazil tham dự FIFA World Cup 2010. Anh ghi một bàn từ quả đá phạt tầm xa vào lưới Iran vào ngày 7 tháng 10 năm 2010. Năm 2011, Alves được đưa vào danh sách 23 cầu thủ của Brazil tham dự Copa América 2011 tại Argentina.

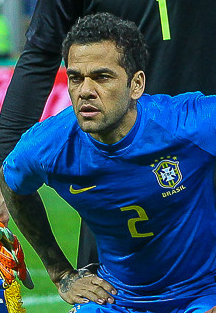
Dani Alves năm 2018

Alves là 1 trong 23 cầu thủ được huấn luyện viên Luiz Felipe Scolari dự FIFA Confederations Cup 2013 trên sân nhà. Anh đá chính trong chiến thắng 3–0 của Brazil trước Tây Ban Nha trong trận chung kết vào ngày 30 tháng 6 tại Sân vận động Maracanã.
Vào ngày 7 tháng 5 năm 2014, Alves được điền tên vào đội tuyển Brazil tham dự FIFA World Cup 2014 trên sân nhà. Anh đã mất vị trí chính thức trong suốt giải đấu do màn trình diễn kém cỏi. Sau khi Brazil đánh bại Colombia với tỷ số 2-1 trong trận tứ kết, Alves và đồng đội David Luiz đã được tán thưởng vì đã an ủi James Rodríguez, một hành động mà cả Rodríguez và giới truyền thông đều khen ngợi vì thể hiện sự tôn trọng.
Alves được HLV Dunga chọn đá chính trong cả 2 giải đấu Copa América 2015 và Copa América 2016. Anh đã giữ được vị trí của mình sau khi Tite nắm quyền và giúp Brazil đảm bảo suất tham dự FIFA World Cup 2018, nhưng đã bị loại khỏi giải đấu do chấn thương đầu gối gặp phải trong trận Chung kết Coupe de France 2018.
Tại Cúp bóng đá Nam Mỹ 2019, anh có tên trong danh sách 23 người của Brazil tham dự giải đấu trên sân nhà. Anh tiếp tục thay Neymar làm đội trưởng cho giải đấu. Trong trận đấu cuối cùng với Peru tại São Paulo vào ngày 22 tháng 6, Alves ghi bàn trong chiến thắng 5–0, giúp Brazil tiến vào tứ kết. Trong trận chung kết vào ngày 7 tháng 7 tại Sân vận động Maracanã, Brazil một lần nữa đối đầu với Peru và giành chiến thắng với tỷ số 3-1 để giành chức vô địch; Alves sau đó được vinh danh là Cầu thủ hay nhất giải đấu, đó cũng là danh hiệu thứ 40 trong sự nghiệp của Alves
Tại kỳ Thế vận hội Mùa hè 2020, Alves có tên trong đội hình Brazil tham dự Thế vận hội. Trong trận chung kết, Brazil đối mặt với Tây Ban Nha và giành huy chương vàng sau chiến thắng 2-1 sau bàn thắng của Malcom trong hiệp phụ. Ở tuổi 38, anh trở thành cầu thủ bóng đá lớn tuổi nhất từng giành huy chương trong giải bóng đá nam Olympic.

## Thống kê sự nghiệp

### Câu lạc bộ
Tính đến 21 tháng 5 năm 2021.
| Câu lạc bộ          | Mùa giải            | Giải đấu | Giải đấu | Cúp quốc gia | Cúp quốc gia | Cúp liên đoàn | Cúp liên đoàn | Châu Âu | Châu Âu | Khác | Khác | Tổng cộng | Tổng cộng |
| Câu lạc bộ          | Mùa giải            | Trận     | Bàn      | Trận         | Bàn          | Trận          | Bàn           | Trận    | Bàn     | Trận | Bàn  | Trận      | Bàn       |
| ------------------- | ------------------- | -------- | -------- | ------------ | ------------ | ------------- | ------------- | ------- | ------- | ---- | ---- | --------- | --------- |
| Bahia               | 2001                | 6        | 0        | 0            | 0            | —             | —             | —       | —       | —    | —    | 6         | 0         |
| Bahia               | 2002                | 19       | 2        | 6            | 2            | —             | —             | —       | —       | —    | —    | 25        | 4         |
| Bahia               | Tổng cộng           | 25       | 2        | 6            | 2            | —             | —             | —       | —       | —    | —    | 31        | 4         |
| Sevilla             | 2002–03             | 10       | 0        | 1            | 0            | —             | —             | —       | —       | —    | —    | 11        | 0         |
| Sevilla             | 2003–04             | 29       | 1        | 7            | 1            | —             | —             | —       | —       | —    | —    | 36        | 2         |
| Sevilla             | 2004–05             | 33       | 2        | 5            | 0            | —             | —             | 9       | 0       | —    | —    | 47        | 2         |
| Sevilla             | 2005–06             | 36       | 3        | 2            | 0            | —             | —             | 14      | 0       | —    | —    | 52        | 3         |
| Sevilla             | 2006–07             | 34       | 3        | 8            | 0            | —             | —             | 14      | 2       | 1    | 0    | 57        | 5         |
| Sevilla             | 2007–08             | 33       | 2        | 3            | 0            | —             | —             | 8       | 2       | 3    | 0    | 47        | 4         |
| Sevilla             | Tổng cộng           | 175      | 11       | 26           | 1            | —             | —             | 45      | 4       | 4    | 0    | 250       | 16        |
| Barcelona           | 2008–09             | 34       | 5        | 8            | 0            | —             | —             | 12      | 0       | —    | —    | 54        | 5         |
| Barcelona           | 2009–10             | 29       | 3        | 3            | 0            | —             | —             | 11      | 0       | 5    | 0    | 48        | 3         |
| Barcelona           | 2010–11             | 35       | 2        | 5            | 0            | —             | —             | 12      | 2       | 2    | 0    | 54        | 4         |
| Barcelona           | 2011–12             | 33       | 2        | 5            | 1            | —             | —             | 10      | 0       | 4    | 0    | 52        | 3         |
| Barcelona           | 2012–13             | 30       | 0        | 6            | 0            | —             | —             | 10      | 1       | 1    | 0    | 47        | 1         |
| Barcelona           | 2013–14             | 27       | 2        | 5            | 0            | —             | —             | 8       | 2       | 2    | 0    | 42        | 4         |
| Barcelona           | 2014–15             | 30       | 0        | 5            | 0            | —             | —             | 11      | 0       | —    | —    | 46        | 0         |
| Barcelona           | 2015–16             | 29       | 0        | 6            | 1            | —             | —             | 8       | 0       | 5}   | 0    | 48        | 1         |
| Barcelona           | Tổng cộng           | 247      | 14       | 43           | 2            | —             | —             | 82      | 5       | 19   | 0    | 391       | 21        |
| Juventus            | 2016–17             | 19       | 2        | 2            | 1            | —             | —             | 12      | 3       | 0    | 0    | 33        | 6         |
| Paris Saint-Germain | 2017–18             | 25       | 1        | 4            | 0            | 3             | 1             | 8       | 2       | 1    | 1    | 41        | 5         |
| Paris Saint-Germain | 2018–19             | 23       | 1        | 4            | 2            | 2             | 0             | 3       | 0       | 0    | 0    | 32        | 3         |
| Paris Saint-Germain | Tổng cộng           | 48       | 2        | 8            | 2            | 5             | 1             | 11      | 2       | 1    | 1    | 73        | 8         |
| São Paulo           | 2019                | 20       | 2        | —            | —            | —             | —             | —       | —       | —    | —    | 20        | 2         |
| São Paulo           | 2020                | 30       | 1        | 6            | 0            | —             | —             | 6       | 2       | 11   | 4    | 53        | 7         |
| São Paulo           | 2021                | 6        | 0        | 1            | 0            | —             | —             | 6       | 0       | 9    | 1    | 22        | 1         |
| São Paulo           | Tổng cộng           | 56       | 3        | 7            | 0            | —             | —             | 12      | 2       | 20   | 5    | 95        | 10        |
| Barcelona           | 2021–22             | 2        | 1        | 2            | 0            | —             | —             | 0       | 0       | 1    | 0    | 5         | 1         |
| Tổng cộng sự nghiệp | Tổng cộng sự nghiệp | 572      | 35       | 94           | 8            | 6             | 2             | 162     | 15      | 51   | 7    | 885       | 67        |

### Sự nghiệp quốc tế
Tính đến 9 tháng 12 năm 2022.
| Đội tuyển quốc gia | Năm       | Trận | Bàn |
| ------------------ | --------- | ---- | --- |
| Brazil             | 2006      | 1    | 0   |
| Brazil             | 2007      | 12   | 1   |
| Brazil             | 2008      | 5    | 0   |
| Brazil             | 2009      | 14   | 2   |
| Brazil             | 2010      | 12   | 2   |
| Brazil             | 2011      | 10   | 0   |
| Brazil             | 2012      | 5    | 0   |
| Brazil             | 2013      | 13   | 0   |
| Brazil             | 2014      | 7    | 1   |
| Brazil             | 2015      | 8    | 0   |
| Brazil             | 2016      | 12   | 1   |
| Brazil             | 2017      | 6    | 0   |
| Brazil             | 2018      | 2    | 0   |
| Brazil             | 2019      | 11   | 1   |
| Brazil             | 2022      | 7    | 0   |
| Tổng cộng          | Tổng cộng | 126  | 8   |

### Bàn thắng quốc tế
| # | Ngày                 | Địa điểm                                                 | Đối thủ   | Bàn thắng | Kết quả | Giải đấu                 |
| - | -------------------- | -------------------------------------------------------- | --------- | --------- | ------- | ------------------------ |
| 1 | 15 tháng 7 năm 2007  | Sân vận động José Pachencho Romero, Maracaibo, Venezuela | Argentina | 3–0       | 3–0     | Copa América 2007        |
| 2 | 6 tháng 6 năm 2009   | Sân vận động Centenario, Montevideo, Uruguay             | Uruguay   | 1–0       | 4–0     | Vòng loại World Cup 2010 |
| 3 | 25 tháng 6 năm 2009  | Sân vận động Ellis Park, Johannesburg, Nam Phi           | Nam Phi   | 1–0       | 1–0     | Confed Cup 2009          |
| 4 | 7 tháng 10 năm 2010  | Sân vận động Thành phố Thể thao Zayed, Abu Dhabi, UAE    | Iran      | 1–0       | 3–0     | Giao hữu                 |
| 5 | 11 tháng 10 năm 2010 | Sân vận động Pride Park, Derby, Anh                      | Ukraina   | 1–0       | 2–0     | Giao hữu                 |
| 6 | 3 tháng 6 năm 2014   | Sân vận động Serra Dourada, Goiás, Brasil                | Panama    | 2–0       | 4–0     | Giao hữu                 |
| 7 | 29 tháng 3 năm 2016  | Sân vận động Defensores del Chaco, Asunción, Paraguay    | Paraguay  | 2–2       | 2–2     | Vòng loại World Cup 2018 |
| 8 | 22 tháng 6 năm 2019  | Arena Corinthians, São Paulo, Brasil                     | Perú      | 4–0       | 5–0     | Copa América 2019        |

## Danh hiệu

### Câu lạc bộ
Bahia
- Campeonato Baiano: 2001
- Copa do Nordeste: 2002

Sevilla
- Copa del Rey: 2006–07
- Supercopa de España: 2007
- UEFA Cup: 2005-06, 2006-07
- UEFA Super Cup: 2006

Barcelona
- La Liga: 2008–09, 2009–10, 2010–11, 2012–13, 2014–15, 2015–16
- Copa del Rey: 2008–09, 2011–12, 2014–15, 2015–16
- Supercopa de España: 2009, 2010, 2011, 2013
- UEFA Champions League: 2008–09, 2010–11, 2014–15
- UEFA Super Cup: 2009, 2011, 2015
- FIFA Club World Cup: 2009, 2011, 2015

Juventus[108]
- Serie A: 2016–17
- Coppa Italia: 2016–17

Paris Saint-Germain[108]
- Ligue 1: 2017–18, 2018–19
- Coupe de France: 2017–18
- Coupe de la Ligue: 2017–18
- Trophée des Champions: 2017, 2018

São Paulo[108]
- Campeonato Paulista: 2021

### Quốc tế
U-20 Brasil
- FIFA U-20 World Cup: 2003

Olympic Brasil
- Thế vận hội Mùa hè: 2020

Brazil
- Copa América: 2007, 2019
- FIFA Confederations Cup: 2009, 2013

### Cá nhân
- Cầu thủ xuất sắc nhất UEFA Cup: 2006
- Cầu thủ xuất sắc nhất trận Siêu Cúp châu Âu: 2006
- Cầu thủ xuất sắc nhất Copa América: 2019
- Đội hình của năm: 2007, 2009
- Hậu vệ xuất sắc nhất: 2008-09 (LFP)